# Quinto Pomponio Rufo
Quinto Pomponio Rufo (en latín: Quintus Pomponius Rufus) fue un senador romano activo en el servicio imperial; fue gobernador durante los reinados de los emperadores Domiciano y Trajano. Rufo también fue cónsul sufecto durante el nundinium de septiembre a diciembre de 95 como compañero de Lucio Bebio Tulo. Pomponio Rufo se conoce principalmente por las inscripciones.

## Carrera
Una inscripción del Arco de Trajano en Leptis Magna nos proporciona algunos de los detalles de su cursus honorum. Sin embargo, como afirma Ronald Syme, "es desconcertante en más de un sentido". Un problema es que la inscripción carece de cualquier mención de las magistraturas republicanas tradicionales: cuestor, tribuno de la plebe y pretor; si bien no todas esas inscripciones incluyen estas magistraturas, hacen más de lo que no. Otra es la mención de que Rufo era praefectus orae maritimae Hispaniae citer(ioris) Galliae Narbonensis bello quod Imperator Galba ("prefecto de las costas de Hispania Citerior y Galia Narbonense en la guerra que el emperador Galba libró"). Syme observa que este fue el debut de Rufo, en el Año de los Cuatro Emperadores. "La propia insurrección de Galba en España, la guerra que levantó contra Nerón, [fue] bajo el nombre y alegato de la Res Publica. Galba contó con el apoyo de ciertas ciudades de la Narbonense, como Viena. La costa adquirió ahora una importancia estratégica". A Rufo se le asignó la defensa de las costas de las provincias Baetica y Narbonense, lo que conduce a una serie de ideas.  Una es que Rufo fue un importante partidario de uno de los rivales del eventual vencedor Vespasiano, pero sobrevivió a la violencia.  Otra es que Rufo tenía al menos 30 años en el año 69, lo que significa que tenía al menos 56 años cuando accedió al consulado.
El siguiente asunto, en orden cronológico, es que fue comisionado legatus legionis o comandante de una "Legio V"; estas podrían ser la Legio V Alaudae o la Legio V Macedonica, las cuales existían en este momento. La Legio V Alaudae sufrió graves pérdidas en el año 70 durante la rebelión de Batavia y es posible que fuera disuelta poco después.
Un cuarto problema son los registros de inscripción que era legatus Augusti pro praetor provinciarum Moesia Dalmatia [et] Hispania, o gobernador de tres provincias imperiales. Su tiempo en dos de estos está documentado a partir de diplomas militares. Pomponio Rufo es atestiguado como gobernador de Dalmacia el 13 de julio de 94; Werner Eck ha interpretado esto para indicar que su mandato como gobernador se extendió desde el año 92 al 95, el año en que Rufo se convirtió en cónsul. Después de su consulado, fue nombrado gobernador de la provincia de Moesia Inferior del 98 al 100. Esto deja la cuestión de cuándo gobernó "Hispania", presumiblemente Hispania Tarraconensis, por resolver. Si los nombres se enumeraron en orden cronológico inverso, entonces su mandato allí se completó antes del año 94. Hay una brecha en la lista de gobernadores de esta provincia entre los cargos de Cayo Valerio Festo (78-81) y Cayo Catelio Celer (85-90); su propio mandato como gobernador probablemente cayó entre esos dos. Existe otra posibilidad: Syme señala que Rufo pudo haber servido en esa provincia como juridicus, al igual que otros senadores. Syme admite que "en la terminología correcta no tiene el estilo leg. Aug. pro pr. Pero esta inscripción no es correcta en todos los aspectos". Syme fecha una posible publicación como "iuridicus antes o después de Glicio Agricola, cónsul en 97".
Según la inscripción en el Arco de Trajano, Rufus fue miembro de las sodales Flaviales, y más tarde admitido en el prestigioso colegio de pontífices.
Su primer nombramiento después de su mandato como cónsul sufecto fue curator operum publicorum, o supervisor de obras públicas en Roma. Siguieron los dos nombramientos para las provincias mencionadas anteriormente: Dalmacia y Moesia Inferior.  El cargo final que ocupó Rufo se conoce por el Arco de Trajano antes mencionado;  Rufo logró la marca de una carrera senatorial exitosa al ser gobernador proconsular de África en 110/111. Esta inscripción fue obra de su propio legatus o adjucant, Lucio Asinio Rufo.
Cuando Rufo renunció como procónsul en el año 111, tenía al menos 72 años. Según nuestro conocimiento de la demografía de la antigua Roma, es probable que Pomponio Rufo muriera poco después de regresar a Roma.